# NGC 7525
NGC 7525 este o infrared source⁠(d) situată în constelația Pegas. A fost descoperită în 3 noiembrie 1864 de către Albert Marth.